# Wiktar Auczynnikau
Wiktar Wasiljewicz Auczynnikau (biał. Віктар Васільевіч Аўчыннікаў, ros. Виктор Васильевич Овчинников, Wiktor Wasiljewicz Owczinnikow; ur. 8 października 1952 w Bieszenkowiczach) – białoruski lekarz i polityk, w latach 2008–2012 deputowany do Izby Reprezentantów Zgromadzenia Narodowego Republiki Białorusi IV kadencji.

## Życiorys
Urodził się 8 października 1952 roku w osiedlu typu miejskiego Bieszenkowicze, w obwodzie witebskim Białoruskiej SRR, ZSRR. Ukończył Witebski Państwowy Instytut Medyczny, uzyskując wykształcenie lekarza chirurga i lekarza organizatora ochrony zdrowia. Pracował jako lekarz w szpitalu w Kopysiu, lekarz chirurg w Orszańskim Centralnym Szpitalu Rejonowym, lekarz chirurg, kierownik oddziału 2. Szpitala Miejskiego w Witebsku, główny chirurg Urzędu Ochrony Zdrowia Witebskiego Obwodowego Komitetu Wykonawczego, główny lekarz Witebskiego Obwodowego Szpitala Klinicznego. Był deputowanym do Witebskiej Obwodowej Rady Deputowanych.
27 października 2008 roku został deputowanym do Izby Reprezentantów Zgromadzenia Narodowego Republiki Białorusi IV kadencji z Witebskiego-Czkałowskiego Okręgu Wyborczego Nr 18. Pełnił w niej funkcję członka Stałej Komisji ds. Ochrony Zdrowia, Kultury Fizycznej, Rodziny i Młodzieży. Od 13 listopada 2008 roku był członkiem Narodowej Grupy Republiki Białorusi w Unii Międzyparlamentarnej. Jego kadencja w Izbie Reprezentantów zakończyła się 18 października 2012 roku.

## Życie prywatne
Wiktar Auczynnikau jest żonaty, ma dwie córki.